# دوغلاس دي سوزا
دوغلاس دي سوزا (باليابانية: 太倉坐ドゥグラス) (7 مارس 1987 في ميناس جرايس في البرازيل – )؛ هو لاعب كرة قدم كان يلعب كمدافع.